# Laura Stoica
Adriana-Laurenția Stoica (Alba Iulia, 10 ottobre 1967 – Sinești, 9 marzo 2006) è stata una cantante, attrice, compositrice di musica Pop/Rock rumena.
È considerata di diritto la più importante solista rock che la Romania abbia avuto e una delle più forti e originali personalità femminili della scena musicale locale.

## Biografia
Fu lanciata nel 1990 al Festival di Mamaia, dove vinse il primo premio nella categoria interpreti con la canzone „Dă, Doamne, cântec” ed il trofeo di quella prima edizione post Rivoluzione rumena del 1989. Un anno più tardi fu proclamata miglior solista Pop/Rock, e la canzone „Un actor grăbit”, composta da Bogdan Cristinoiu, fu scelta pezzo dell'anno. Nel periodo 1987-1991 ha partecipato a tutti i concorsi musicali organizzati in Romania per i giovani talenti, riuscendo rapidamente ad accattivarsi le simpatie del pubblico.
Negli anni 1990, sfruttando il proprio notevole talento, la propria forte personalità e bellezza, riuscì a crearsi uno stile ed un'immagine originali, diventando la prima rocker moderna di Romania.
Ha partecipato più volte al Festival Internazionale „Cerbul de Aur” di Brașov, negli anni 1992, 1997, 2003 e 2005.
In qualità di attrice, Laura Stoica ha calcato con successo le scene del teatro „Toma Caragiu” di Ploiești.
È deceduta in seguito ad un incidente stradale accanto a colui che sarebbe dovuto diventare suo marito, il batterista Cristian Mărgescu (ex-Metrock), il 9 marzo 2006, di ritorno da un concerto tenuto a Urziceni.
Nel 2007 ha avuto luogo la prima edizione del Festival „Laura Stoica”, organizzato dal fratello Alexandru, nell'intento di far conoscere i giovani talenti di Romania.

## Discografia
- Un actor grăbit ("Un attore di fretta") (singolo, 1992)
- Focul ("Il fuoco") (album, CD/MC, 1994) (ripubblicato in 2008)
- ...Nici o stea ("...Nemmeno una stella") (album, CD/MC, 1997) (ripubblicato in 1999 e 2006)
- Vino ("Venire") (album, 2000 / CD, 2009)
- S-a schimbat ("È cambiato") (album, CD/MC, 2005)
- Dă, Doamne, cântec ("Donarci, Dio, canzone") (compilation, CD/MC, 2007)
- Laura Stoica – Ediție specială ("Laura Stoica – Edizione speciale") (album video, DVD, 2007)
- Muzică de colecție, Vol. 62 – Laura Stoica ("Raccolta musicale, Vol. 62 – Laura Stoica") (compilation, CD, 2008, pubblicato con il quotidiano Jurnalul Național)
- Colecția de aur ("La collezione d'oro") (3 CD box-set, 2009, includere Focul, ...Nici o stea, e Dă, Doamne, cântec)
- Întotdeauna – Laura Stoica ("Sempre – Laura Stoica") (compilation, CD/digital download, 2021)